# Aansprakelijkheid (België)
In het Belgisch recht wordt aansprakelijkheid ruwweg gedefinieerd als de mogelijkheid om een persoon ter verantwoording te roepen voor diens gedrag, of de mogelijkheid om een persoon te vervolgen wegens het louter plegen van een misdrijf. Men onderscheidt twee vormen van aansprakelijkheid: de burgerrechtelijke aansprakelijkheid en de strafrechtelijke aansprakelijkheid.
Aansprakelijkheid mag niet vereenzelvigd worden met verantwoordelijkheid: aansprakelijkheid heeft een juridische grondslag, terwijl verantwoordelijkheid wijst op morele schuld.

## Burgerrechtelijke aansprakelijkheid
Burgerrechtelijke aansprakelijkheid kan op zijn beurt verder ingedeeld worden in contractuele aansprakelijkheid enerzijds en buitencontractuele aansprakelijkheid anderzijds. Deze vorm van aansprakelijkheid heeft tot doel het vergoeden van de opgelopen schade. Een samenloop tussen beide aansprakelijkheden is evenwel mogelijk, behoudens een aantal uitzonderingen.

### Contractuele aansprakelijkheid
De contractuele aansprakelijkheid vindt zijn toepassing door de eenvoudige miskenning van een contractuele bepaling of door de miskenning van hetgeen waartoe de overeenkomst niet-expliciet verbindt. Hierbij is het onderscheid tussen een resultaatsverbintenis en een inspanningsverbintenis relevant.

### Buitencontractuele (aquiliaanse) aansprakelijkheid
Enerzijds vloeit de buitencontractuele aansprakelijkheid voort uit de verplichting van de persoon die schade heeft veroorzaakt, diezelfde schade te vergoeden (de zogenaamde onrechtmatige daad) (art. 1382-1386bis BW). Anderzijds kan men buitencontractuele aansprakelijkheid oplopen door quasi-contractuele aansprakelijkheid. Toch is dit geen exhaustieve opsomming van gronden waaruit buitencontractuele aansprakelijkheid kan ontstaan.
De wet voorziet onder andere in volgende buitencontractuele aansprakelijkheden:
Aansprakelijkheid voor eigen daad
- de aansprakelijkheid wegens onrechtmatige daad (Art. 1382 (eigen fout) en 1383 (nalatigheid) BW);

Aansprakelijkheid voor andermans daad
- de aansprakelijkheid van ouders voor hun minderjarige kinderen (Art. 1384, tweede lid BW);
- de aansprakelijkheid van de werkgever voor zijn werknemer (Art. 1384, derde lid BW);
- de aansprakelijkheid van onderwijzers voor hun leerlingen (Art. 1384, vierde lid BW);
- de aansprakelijkheid voor eigenaars van dieren (Art. 1385 BW);
- de aansprakelijkheid voor eigenaars van gebouwen (Art. 1386 BW);
- de aansprakelijkheid voor architecten en aannemers (Art. 2270 BW);

Overige
- de aansprakelijkheid voor zaken (Art. 1384, eerste lid BW);
- de aansprakelijkheid van geestesgestoorden (Art. 1386bis BW);
- de aansprakelijkheid van rechters (Art. 1142 tot 1147 Ger.W.);
- productaansprakelijkheid (Wet Productaansprakelijkeid 1991);
- de aansprakelijkheid van werknemers (art. 18 Arbeidsovereenkomstenwet 1978: enkel aansprakelijk voor bedrog en zware schuld);
- de aansprakelijkheid van vrijwilligers (art. 5 Vrijwilligerswet 2005).

Buitencontractuele aansprakelijkheid noemt men ook de aquiliaanse aansprakelijkheid, afgeleid van de Romeinse Lex Aquilia.

## Strafrechtelijke aansprakelijkheid
De strafrechtelijke aansprakelijkheid ontstaat in principe door het plegen van een misdrijf door een meerderjarig persoon. Het doel van de strafrechtelijke aansprakelijkheid is het bestraffen van de niet-naleving van een strafrechtelijke bepaling.
In vele gevallen bestaat er een samenloop tussen de burgerlijke aansprakelijkheid en de strafrechtelijke aansprakelijkheid, met name bij misdrijven met slachtoffers, zowel in de strafrechtelijke als de burgerrechtelijke betekenis van het woord. In deze gevallen heeft men als slachtoffer de keuze tussen enerzijds een burgerlijke vordering voor de burgerlijke rechter of anderzijds een burgerlijke partijstelling voor de onderzoeksrechter die wordt beoordeeld door de strafrechter (art. 4 VT.Sv.)

## Cascade-aansprakelijkheid
In verband met de persvrijheid, die verankerd is in artikel 25 van de Belgische Grondwet, voerde het Nationaal Congres in 1831 een cascade-aansprakelijkheid in voor de schrijver, de drukker, de uitgever en de verspreider.